# The Detroit Cobras
The Detroit Cobras es una banda de garage rock estadounidense formada en Detroit, Míchigan, por la vocalista Rachel Nagy y la guitarrista Mary Ramírez, en 1994.

## Historia
The Detroit Cobras firmaron con Sympathy for the Record Industry y publicaron su primer álbum, Mink Rat or Rabbit, en 1998. Al cabo de tres años, lanzaron su segundo trabajo, Life, Love and Leaving Su estilo retro-garage rock se hizo muy popular en el Reino Unido, lo que atrajo la atención del sello Rough Trade Records. Publicaron un, Seven Easy Pieces, en 2003 y su tercer álbum, Baby, en 2004. Baby incluyó por primera vez una canción original, "Hot Dog (Watch Me Eat)". Baby fue lanzado en Estados Unidos por Bloodshot En abril de 2007, Bloodshot publicó su cuarto álbum, Tied & True.
La banda ha sufrido múltiples cambios en su formación. Generalmente siempre grababan con una formación diferente a la que salía de gira. Greg Cartwright de Reigning Sound ha constituido, junto a Nagy y Ramirez una constante creativa dentro de la banda desde su creación.
Durante el verano de 2008, The Detroit Cobras salieron de gira como teloneros de X en su 13x31 tour. En mayo y junio de 2014, realizaron una gira extendida por el medio oeste y la costa oeste. En abril de 2018, viajaron a Europa (por primera vez desde 2004) para tocar en dos festivales en Alemania y España, lo que llevó a una gira europea extendida en octubre y noviembre de 2019. Se planeó una gira por Estados Unidos para 2020, pero se canceló debido a la Pandemia de COVID-19. Nagy murió el 14 de enero de 2022 a los 48 años de edad.

## Discografía

### Álbumes y EP
- Mink Rat or Rabbit LP, CD (1998, Sympathy for the Record Industry)
- Life, Love and Leaving  LP, CD (2001, Sympathy for the Record Industry)
- Seven Easy Pieces EP CD (2003, Rough Trade)
- Baby  LP, CD (2004, Rough Trade; 2005, Bloodshot )
- Tied & True  LP, CD (2007, Bloodshot)
- The Original Recordings CD, 7" Box Set (Sencillo y temas inéditos 1995–1997) (2008, Munster Records)
- Life, Love and Leaving LP, CD 2016 Third Man Records

### Sencillos
- "Down In Louisiana" 7" (1996, Black Mamba)
- "Village of Love" 7" (1996, Human Fly)
- "Ain't It a Shame" 7" (1996, Scooch Pooch)
- "Cha Cha Twist CD, 7" (2004, Rough Trade)
- "Ya Ya Ya 7" (2008, Stag-O-Lee)
- "Feel Good" Digital Single (2015, iTunes)